# Alberto Tamer
Alberto Tamer (Santos, 17 de janeiro de 1932 – São Paulo, 19 de maio de 2013) foi um jornalista brasileiro.
Era considerado um dos mais importantes comentaristas da área de "política" do Brasil.

## Biografia
Filho de libaneses, iniciou a carreira na Rádio Excelsior de São Paulo e trabalhou no jornal O Tempo. Em 1958 entrou para O Estado de S. Paulo, escrevendo no caderno de política. No jornal paulista, trabalhou por mais de 50 anos, onde foi editorialista, colunista e se destacou na cobertura de assuntos econômicos. 
Também foi comentarista e apresentador nas rádio Eldorado e nas emissoras de TV Manchete e Bandeirantes e um dos pioneiros no esclarecimento de dúvidas de ouvintes e telespectadores em seu programa "Pergunte ao Tamer", transmitido por anos pela Rádio Jovem Pan e pelo SBT.
Em 1994, mudou-se para Paris, de onde enviou matérias especiais para o Estado de S. Paulo, sem deixar de escrever sua coluna.

## Morte
Morreu em 19 de maio de 2013, aos 81 anos, devido a insuficiência cardíaca após passar por uma cirurgia no coração.

## Obra
Publicou os seguintes livros: 
- O mesmo Nordeste (Herder, 1968);[6]
- Nordeste até quando? (Apec, 1968);
- Transamazônica, solução para 2001 (Apec, 1970);
- Nordeste, os mesmos caminhos – Reforma agrária, afinal (Apec, 1972);
- Petróleo, o preço da dependência (Nova Fronteira, 1980);[7]
- Os caminhos do dinheiro (Ática, 1988),
- Os novos caminhos do mercado financeiro (Saraiva, 1991).